# مصر في الألعاب البارالمبية الصيفية 1992
شاركت مصر في الألعاب البارالمبية الصيفية 1992 في برشلونة، بوفد رياضي قوامه 41 تحصل على 20 ميدالية.

## مقالات ذات صلة
- مصر في الألعاب الأولمبية الصيفية 1992